# Mischogyne elliotianum
Mischogyne elliotianum är en kirimojaväxtart som först beskrevs av Adolf Engler och Friedrich Ludwig Diels, och fick sitt nu gällande namn av Robert Elias Fries. Mischogyne elliotianum ingår i släktet Mischogyne och familjen kirimojaväxter. Utöver nominatformen finns också underarten M. e. .M. e. gabonensis.